# Liste der Baudenkmale in Briesen (Mark)
Die Liste der Baudenkmale in Briesen (Mark) enthält alle Baudenkmale der brandenburgischen Gemeinde Briesen (Mark) und ihrer Ortsteile. Grundlage ist die Landesdenkmalliste mit dem Stand vom 31. Dezember 2022. Die Bodendenkmale sind in der Liste der Bodendenkmale in Briesen (Mark) aufgeführt.

## Baudenkmale in den Ortsteilen
In den Spalten befinden sich folgende Informationen:
- ID-Nr.: Die Nummer wird vom Brandenburgischen Landesamt für Denkmalpflege vergeben. Ein Link hinter der Nummer führt zum Eintrag über das Denkmal in der Denkmaldatenbank. In dieser Spalte kann sich zusätzlich das Wort Wikidata befinden, der entsprechende Link führt zu Angaben zu diesem Denkmal bei Wikidata.
- Lage: die Adresse des Denkmales und die geographischen Koordinaten. Link zu einem Kartenansichtstool, um Koordinaten zu setzen. In der Kartenansicht sind Denkmale ohne Koordinaten mit einem roten beziehungsweise orangen Marker dargestellt und können in der Karte gesetzt werden. Denkmale ohne Bild sind mit einem blauen bzw. roten Marker gekennzeichnet, Denkmale mit Bild mit einem grünen beziehungsweise orangen Marker.
- Bezeichnung: Bezeichnung in den offiziellen Listen des Brandenburgischen Landesamtes für Denkmalpflege. Ein Link hinter der Bezeichnung führt zum Wikipedia-Artikel über das Denkmal.
- Beschreibung: die Beschreibung des Denkmales
- Bild: ein Bild des Denkmales und gegebenenfalls einen Link zu weiteren Fotos des Baudenkmals im Medienarchiv Wikimedia Commons

### Alt Madlitz
| ID-Nr.                           | Lage                        | Bezeichnung                                               | Beschreibung | Bild               |
| -------------------------------- | --------------------------- | --------------------------------------------------------- | --- | ------------------ |
| 09115097                         | Schlossstraße (Lage)        | Dorfkirche                                                | Die evangelische Kirche ist ein rechteckiger mittelalterlicher Bau mit flacher Innendecke, die Umfassungswände bestehen aus verputztem Findlingsmauerwerk. Sie wurde Anfang des 19. Jahrhunderts. grundlegend umgebaut und der Innenraum neu gestaltet. Am Südeingang befindet sich ein neogotischer Backsteinvorbau. Im Inneren befindet sich ein großes Altargemälde aus der 2. Hälfte des 17. Jahrhunderts mit Darstellung der Kreuzabnahme, zwei Reliefgrabsteine der Familie von Wulffen (beide von 1612), ein Grabstein für Curt von Wulffen (1620), ein Holzepitaph für Rudolf von Wulffen (1671–1721), eine große Wappenkartusche der Familie von Finckenstein, eine gusseiserne Platte von 1598, die das Gleichnis vom ungerechten Knecht zeigt. | weitere Bilder     |
| 09115815 Teilobjekt zu: 09115097 | Schlossstraße (Lage)        | Epitaph                                                   | Das Epitaph ist Jost Friedrich Rudolf von Wulffen gewidmet. | BW                 |
| 09115323                         | Schlossstraße (Lage)        | Zwei Mahlsteine, vor dem Eingang der Kirche               | | BW                 |
| 09115294                         | Schlossstraße 28, 29 (Lage) | Gutshaus mit großem Landschaftspark und Parkarchitekturen | Das Gutshaus wurde im zweiten Viertel des 18. Jahrhunderts erbaut, dabei wurden die Grundmauern des Vorgängerbaues aus dem 16. Jahrhundert verwendet. Es ist ein Putzbau mit drei Geschossen und einem Walmdach. | weitere Bilder     |
| 0911 Teilobjekt zu: 09115294     | Schlossstraße 28, 29 ()     | Schlosspark                                               | Der Landschaftspark wurde ab 1892 angelegt, die Leitung hatte F. L. K. v. Finkenstein. | Schlosspark        |
| 09115571 Teilobjekt zu: 09115294 | Schlossstraße 28, 29 ()     | Gartenpavillon                                            | | ein Bild hochladen |

### Biegen
| ID-Nr.                       | Lage                 | Bezeichnung | Beschreibung | Bild           |
| ---------------------------- | -------------------- | ----------- | --- | -------------- |
| 09115106                     | Dorfstraße 31 (Lage) | Dorfkirche  | Die evangelische Kirche stammt aus der zweiten Hälfte des 13. Jahrhunderts. Im Inneren befinden sich Reste von Wandmalereien aus der Zeit um 1400. | weitere Bilder |
| 0911 Teilobjekt zu: 09115106 | Dorfstraße 31 (Lage) | Orgel       | | BW             |

### Briesen (Mark)
| ID-Nr.                           | Lage                         | Bezeichnung                                          | Beschreibung | Bild                                    |
| -------------------------------- | ---------------------------- | ---------------------------------------------------- | --- | --------------------------------------- |
| 09115334                         | (Lage)                       | Sowjetisches Ehrenmal, auf dem Friedhof              | | Sowjetisches Ehrenmal, auf dem Friedhof |
| 09115335                         | (Lage)                       | Hirsch-Denkmal, im Wald am Pflasterweg nach Kersdorf | Der Entwurf stammt vom Baumeister Andreas Schlüter. Die Denkmalseinweihung fand am 16. September 1707 statt. Es besitzt die folgende Inschrift: „Diesen Hirsch hat in der Brunftzeit mit eigener Hand geschossen der Durchlauchtigste / Großmächtigste Fürst und Herr / Herr Friedrich der Dritte / Markgraf und Kurfürst zu Brandenburg / im Amte Biegen auf der Jacobsdorfschen Heide / am 18. September anno 1696 / hat gewogen fünf Zentner 35 Pfund / nachdem er schon 3 Wochen geschrien“ | weitere Bilder                          |
| 09115107                         | Bahnhofstraße 27a (Lage)     | Dorfkirche                                           | Die evangelische Dorfkirche wurde 1837/38 erbaut. Die Kirche ist ein klassizistischer Bau mit einem Westturm. | weitere Bilder                          |
| 09115978 Teilobjekt zu: 09115107 | Bahnhofstraße 27a (Lage)     | Orgel                                                | | Orgel                                   |
| 09115129                         | Frankfurter Straße 74 (Lage) | Martin-Andersen-Nexö-Schule                          | 1. März 1956, die ersten Schüler werden in bereits fertigen Klassenzimmern unterrichtet, 21. Oktober 1956 offizielle Einweihung | weitere Bilder                          |
| 09115147                         | Karl-Marx-Straße 11 (Lage)   | Postgebäude (heute Wohnhaus)                         | An der Fassade befindet sich folgende Inschrift: „DER EINE ERDACHTS – DER ANDRE MACHTS – DER DRITTE BELACHTS – WAS MACHTS“. | Postgebäude (heute Wohnhaus)            |
| 09115146                         | Müllroser Straße 46 (Lage)   | Dorfschule (heute Ärztehaus)                         | 1904 eingeweiht mit vier Klassen in jeweils zwei Jahrgängen | Dorfschule (heute Ärztehaus)            |

### Falkenberg
| ID-Nr.   | Lage              | Bezeichnung | Beschreibung | Bild           |
| -------- | ----------------- | ----------- | --- | -------------- |
| 09115337 | Dorfstraße (Lage) | Dorfkirche  | Die spätgotische Feldsteinkirche besitzt eine Fünfachtelschluss aus Backstein und erhielt im 18. Jahrhundert einen Dachturm. Die Kirchenausstattung ist überwiegend neuzeitlich und stammt vom polnischen Kunsthandwerker Stanislaw Tomaszewski. | weitere Bilder |

### Kersdorfer Schleuse
| ID-Nr.   | Lage                                           | Bezeichnung | Beschreibung | Bild           |
| -------- | ---------------------------------------------- | --- | --- | -------------- |
| 09115447 | An der Kersdorfer Schleuse 7, 9, 10, 12 (Lage) | Kersdorfer Schleuse mit technischen Anlagen, Bauten der Schleuse (Süd- und Nordkammer sowie Wassersparbecken, Brückenüberführung der Schleusenkammern), Schleusenwärterhaus mit Trafoturm, Werkstattgebäude auf der Nordseite, Maschinenhaus zwischen den beiden Schleusenkammern; zwei Wohnhäusern mit Nebengebäuden auf der Südseite der Schleusenanlage sowie Wohn- und Nebengebäude auf der Nordseite der Schleusenanlage, Spree-Oder-Wasserstraße, bei km 89,73 | Die Schleuse und das Schleusenmeistergehöft in Kersdorf wurde 1887/1888 erbaut und 1891 in Betrieb genommen. Im Jahr 2001 kam eine neue hölzerne Schrägseilbrücke hinzu. | weitere Bilder |

### Wilmersdorf
| ID-Nr.   | Lage                    | Bezeichnung | Beschreibung | Bild           |
| -------- | ----------------------- | ----------- | --- | -------------- |
| 09115330 | Briesener Straße (Lage) | Dorfkirche  | Die evangelische Kirche ist im neugotischen Stil in den Jahren 1881 bis 1883 vollständig umbaut worden. Dabei wurde Reste der alten Kirche verwendet. Im Inneren befindet sich unter anderem der Altar (gestiftet 1703), eine der Kanzlei (Anfang 18. Jahrhundert), ein barocker Taufengel, eine hölzerne Figurengruppe Anna selbdritt (Anfang 16. Jahrhundert). | weitere Bilder |